# Albanska košarkaška reprezentacija
Albanska košarkaška reprezentacija (albanski: Kombëtarja e basketbollit të Shqipërisë) predstavlja državu Albaniju u športu košarci.

## Nastupi na EP
Albanska košarkaška reprezentacija nastupila je na dva Europska prvenstva (Eurobasket).

### Eurobasket 1947.
Prvi put su sudjelovali na EP-u. Okončali su ga bez pobjede, izgubivši sve tri izlučne utakmice, sve u poluzavršnom krugu, kao i borbu za 13. mjesto, okončavši na posljednjem mjestu.

### Eurobasket 1957.
Na Eurobasketu 1957. izgubili su svih deset susreta, počevši od tri u prvom krugu i sedam u razigravanju za plasman, okončavši sudjelovanje na zadnjem, 16. mjestu.

## Poznati igrači
- Ermal Kuqo